# Comtat de Jämtland
El Comtat de Jämtland o Jämtlands län és un comtat o län al nord de Suècia. Fa frontera amb els comtats de Dalarna, Gävleborg, Västernorrland, i Västerbotten. També fa frontera amb els comtats noruecs de Nord-Trøndelag i Sør-Trøndelag. Els principals municipis són Berg, Bräcke, Härjedalen, Krokom, Ragunda, Strömsund, Åre i Östersund.

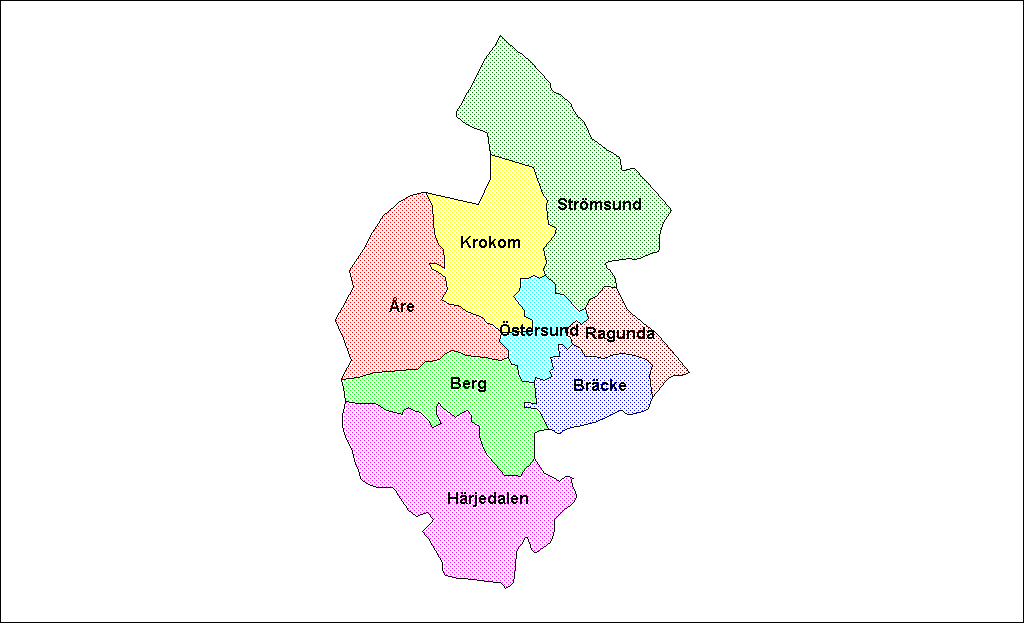
Municipis de Jämtland